# Сальский район
Са́льский райо́н — административно-территориальная единица (район) и муниципальное образование (муниципальный район) в составе Ростовской области Российской Федерации.
Административный центр — город Сальск.
Сальский район занимает  5-е место по площади и 9-е место по численности населения из 55-ти муниципальных образований в Ростовской области.

## История

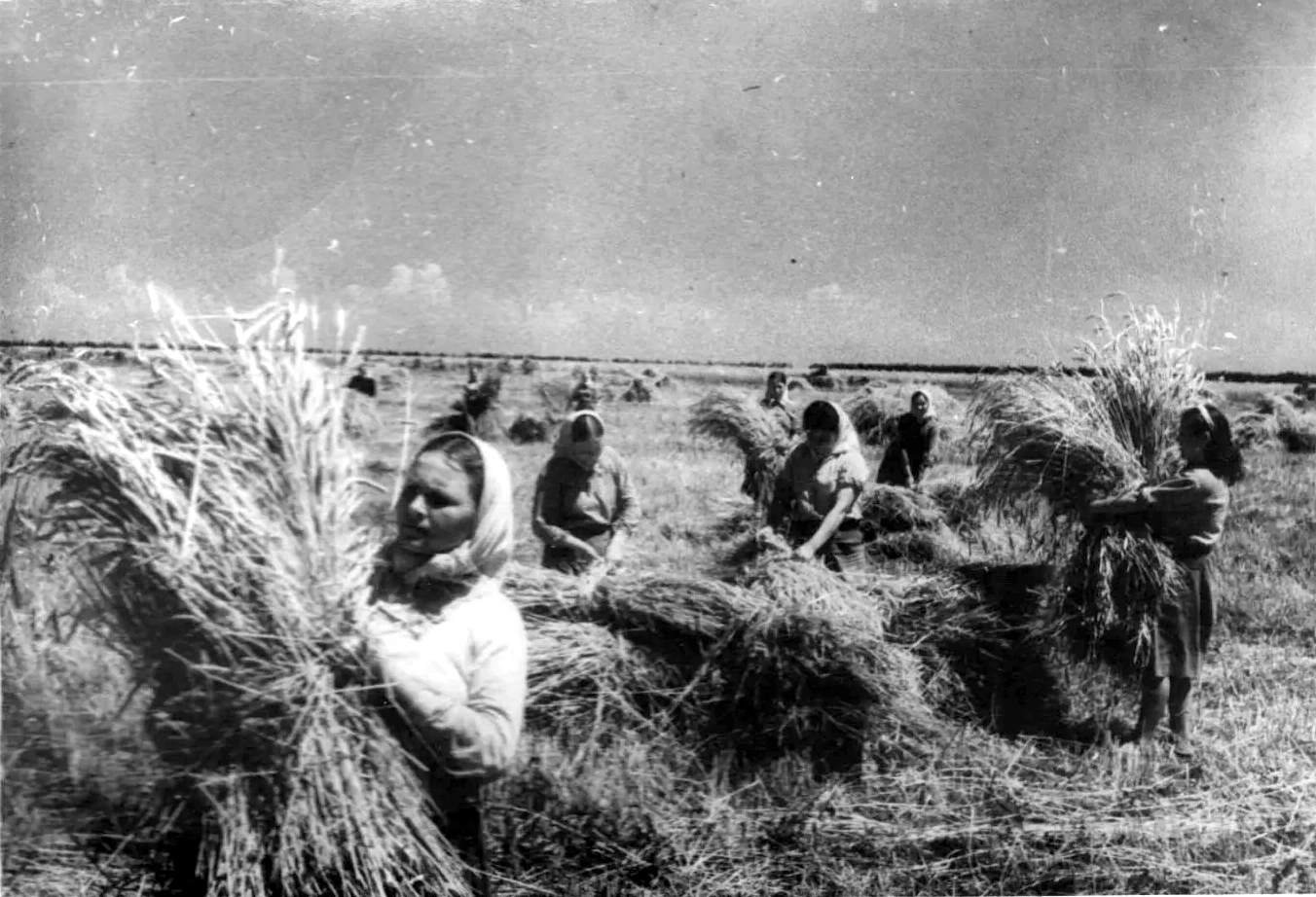
В Сальских степах. На снимке: молодежное звено Ани Савенковой (слева), ежедневно на вязке снопов выполняющее 200 процентов нормы. 1945 г.

Образован район в 1923 году под названием Воронцово-Николаевский, с центром в селе Торговое (б. Воронцово-Николаевское) из состава упразднённого Белоглинского уезда Ставропольской губернии на основании постановления Президиума ВЦИК от 5 ноября 1923 года.
В соответствии с постановлением президиума ВЦИК от 2 июня 1924 года Воронцово-Николаевский район был передан в состав Сальского округа Юго-Востока России из Ставропольской губернии.
Воронцово-Николаевский район находился в составе Сальского округа Северо-Кавказского края. Центром Сальского округа был поселок Торговый (с 1926 года город Сальск).
С 1926 года районный центр Воронцово-Николаевского района перенесён из посёлка Торгового в село Воронцово-Николаевское.
В 1930 году в связи с упразднением Сальского округа и других округов Северо-Кавказского края, Воронцово-Николаевский район был переименован в Сальский, а районный центр перенесен из села Воронцово-Николаевского в город Сальск.
24 января 1931 года Гигантовский район с центром в посёлке Гигант был упразднён, а его территория вошла в состав Сальского района.
С января 1934 года по сентябрь 1937 года Сальский район административно входил в состав Азово-Черноморского края (центром края был г. Ростов-на-Дону).
В 1935 году Сальский район был разукрупнен, из его состава были выделены Целинский район с центром в посёлке Целина и Развиленский район с центром в селе Развильное.
13 сентября 1937 года Сальский район вошел в состав вновь образованной Ростовской области.
В 1963 году к Сальскому району была присоединена территория упраздненного Песчанокопского района, которая вновь отошла в 1965 году.
1 февраля 1963 года из состава района выделен в самостоятельную административно-территориальную единицу город Сальск, ставший городом областного подчинения, сохранив за собой дополнительно функции районного центра Сальского района.
В феврале 1989 года Сальский район был передан в административное подчинение Сальскому городскому Совету народных депутатов. Районные органы исполнительной власти были упразднены и переданы полномочия городу областного подчинения Сальску. Представительный орган Сальский районный Совет народных депутатов был объединен с Сальским городским Советом народных депутатов. Единым представительным органом являлся Сальский городской Совет.
С декабря 1991 года исполнительный комитет Сальского городского Совета народных депутатов прекратил свою деятельность, вместо него появилась Администрация города Сальска и Сальского района. С марта 1997 года город Сальск и Сальский район получили статус единого муниципального образования, был принят Устав города и района.
С марта 2005 года муниципальное образование «город Сальск и Сальский район» в соответствии с новым Уставом было преобразовано в муниципальное образование «Сальский район».

## География

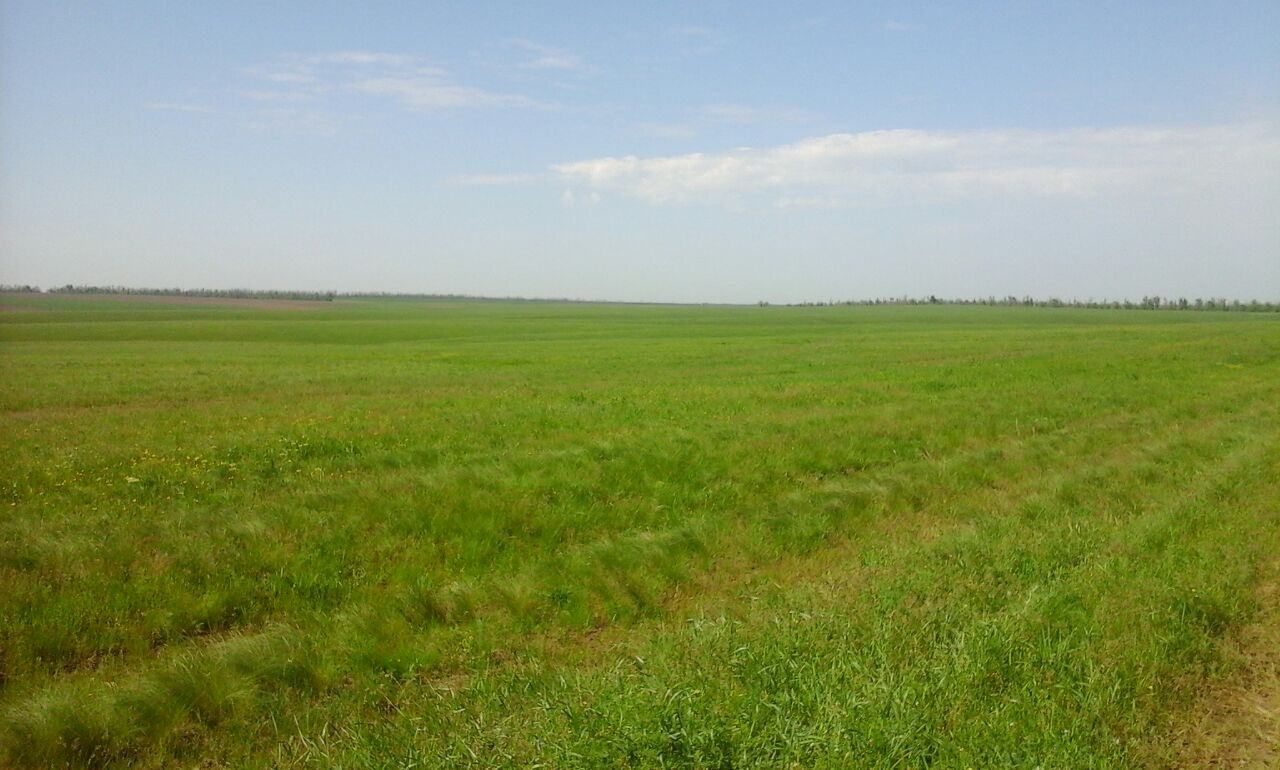
Сальская степь весной, 2015 год

Сальский район расположен в юго-восточной части Ростовской области. На востоке граничит с Калмыкией. На его территории расположена Приманычская степь.

## Сельхозпредприятия, имеющие государственные награды
- колхоз «Путь Ильича» (село Шаблиевка) в 1940 году награждён орденом Ленина;
- конный завод имени С.М. Будённого награждён орденами Красного Знамени(в 1935 году) и Ленина (в 1949 году);
- зерносовхоз «Гигант» награждён орденами Ленина (в 1970 году) и Трудового Красного знамени(в 1978 году);
- колхоз имени XXII съезда КПСС (бывшая коммуна «Сеятель», позже колхоз имени И.В. Сталина) в 1964 году присвоено звание «Колхоз коммунистического труда», а в 1969 году звание  «Колхоз высокой культуры земледелия». В 1971 году колхоз награждён орденом Ленина.

## Местное самоуправление
Действующий Устав муниципального образования «Сальский район» принят решением городской Думы города Сальска и Сальского района в 2005 году. Согласно уставу (с внесенными изменениями от 01.07.2024 №281) структуру органов местного самоуправления составляют:
- Собрание депутатов Сальского района — является представительным органом муниципального образования «Сальский район». Собрание депутатов Сальского района подотчетно и подконтрольно населению.Собрание депутатов состоит из глав поселений, входящих в состав Сальского района, и депутатов представительных органов указанных поселений, избранных представительными органами поселений из своего состава в соответствии с равной независимо от численности населения поселения нормой представительства в количестве одного депутата представительного органа от каждого поселения. С 4 февраля 2025 года Председателем Собрания депутатов Сальского района являлся Салюков Виктор Александрович.
- Глава Сальского района является главой муниципального образования «Сальский район» – высшим должностным лицом Сальского района. Глава района избирается Собранием депутатов Сальского района из числа кандидатов, представленных конкурсной комиссией по результатам конкурса, и возглавляет Администрацию Сальского района. 21 марта 2025 года  депутатами районного Собрания большинством голосов Главой Сальского района избран Березовский Владимир Ильич.
- Администрация муниципального образования «Сальский район» — является постоянно действующим исполнительно-распорядительным органом местного самоуправления, наделенным в соответствии с Уставом муниципального образования собственной компетенцией в решении вопросов местного значения, а также осуществляющим отдельные государственные полномочия. Администрацию возглавляет Глава Сальского района и руководит ее деятельностью на принципах единоначалия.
- Контрольно-счетная палата Сальского района является постоянно действующим органом внешнего муниципального финансового контроля, входящим в структуру органов местного самоуправления и образуемым Собранием депутатов Сальского района.

## Население
| 1939     | 1959     | 1970     | 1979     | 1989     | 2002     | 2009     | 2010     | 2011     |
| -------- | -------- | -------- | -------- | -------- | -------- | -------- | -------- | -------- |
| 75 721   | ↗85 760  | ↗103 935 | ↗105 242 | ↗106 966 | ↘49 343  | ↗109 208 | ↘107 795 | ↘107 547 |
| 2012     | 2013     | 2014     | 2015     | 2016     | 2017     | 2018     | 2019     | 2020     |
| ↘106 681 | ↘105 779 | ↘105 036 | ↘104 184 | ↘103 472 | ↘102 646 | ↘101 784 | ↘100 946 | ↘100 236 |
| 2021     |          |          |          |          |          |          |          |          |
| ↗104 206 |          |          |          |          |          |          |          |          |

На 1 октября 2021 года в Сальском районе насчитывалось 104 206 жителей. По сравнению с 2010 годом жителей района стало меньше на 3,4 % (в абсолютных числах убыль населения составила 3589 человек). По окончательным итогам последней переписи населения России население Сальского района состояло из 48 532 мужчин (46,6 %) и 55 674 женщин (53,4 %). Из общей численности населения Сальского района, городское население составило — 57 937 человек (город Сальск), сельское население — 46 269 человек.

### Урбанизация
В городских условиях (город Сальск) проживают 55,6 % населения района. С 1933 года в Сальском районе городским поселением являлся посёлок городского типа Гигант, который в 2005 году преобразован в сельское поселение.
Изменение численности населения района и города Сальск по данным всесоюзных и всероссийских переписей (численность населения района по состоянию на 1970, 1979 и 1989 год указана с учётом населения Сальского горсовета (города областного подчинения Сальск), не входившего в состав района), а численность населения Сальского района по переписи 2002 года в таблице указана без учёта города областного значения Сальска.
Согласно данным всесоюзных переписей численность населения Сальского района (без учёта города Сальска) выглядела следующим образом:
- 1970 год — 53 738 человек[32];
- 1979 год — 48 020 человек[33];
- 1989 год — 45 908 человек[34].

В период с февраля 1963 года по март 2005 года в состав Сальского района не входил город областного подчинения Сальск, так как он являлся самостоятельной административно-хозяйственной единицей Ростовской области.
График динамики численности населения Сальского района и города Сальска:

### Национальный состав
По итогам переписи населения 2020 года проживали следующие национальности (национальности менее 0,1 % и другое см. в сноске к строке «Другие»):
| Национальность | Численность, чел. | Доля     |
| -------------- | ----------------- | -------- |
| Русские        | 89 652            | 87,17 %  |
| Турки          | 7741              | 7,53 %   |
| Армяне         | 1135              | 1,10 %   |
| Цыгане         | 639               | 0,62 %   |
| Аварцы         | 413               | 0,40 %   |
| Украинцы       | 353               | 0,34 %   |
| Езиды          | 205               | 0,20 %   |
| Азербайджанцы  | 173               | 0,17 %   |
| Даргинцы       | 162               | 0,16 %   |
| Татары         | 146               | 0,14 %   |
| Другие         | 2230              | 2,17 %   |
| Итого          | 102 849           | 100,00 % |

## Территориально-муниципальное устройство
До марта 2005 года в Сальском районе имелось 20 административно-территориальных единиц — сельсоветов, в состав которых входили 53 населённых пункта:
1. Гигантовский — центр п. Гигант (п. Агаренский, п. Глубокая Балка, п. Загорьев, п. Клёны, п. Кузнецовский, п. Логвиновский, п. Нижнеянинский, п. Правоюловский, п. Роща, п. Хлебный, п. Широкие Нивы, п. Ясенево);
2. Бараниковский — центр с. Бараники (с. Новый Маныч);
3. Березовский — центр с. Березовка;
4. Будённовский — центр п. Конезавод имени Будённого (п. 25 лет Военконезавода, п. Верхнеянинский, п. Манычстрой, п. Поливной, п. Сальский Беслан);
5. Екатериновский — центр с. Екатериновка;
6. Ивановский — центр с. Ивановка (х. Александровский, х. Сладкий);
7. Коммунарский — центр п. Сеятель Северный (п. Сеятель Южный);
8. Краснопартизанский — центр п. Белозёрный;
9. Крученобалковский — центр с. Кручёная Балка (с. Сысоево-Александровское);
10. Манычский — центр п. Степной Курган (п. Лужки, п. Новостепной, п. Новоярки, п. Тальники);
11. Новоегорлыкский — центр с. Новый Егорлык;
12. Новосёловский — центр х. Новосёлый 1-й (х. Бровки, ст. Кручёная, п. Разъезд Забытый);
13. Приречный — центр п. Приречный;
14. Романовский — центр с. Романовка;
15. Рыбасовский — центр п. Рыбасово (п. Прогресс);
16. Сальский — центр х. Маяк (п. Садовый);
17. Сандатовский — центр с. Сандата (х. Крупский);
18. Супруновский — центр п. Супрун (п. Кермек);
19. Шаблиевский — центр с. Шаблиевка;
20. Юловский — центр п. Юловский.

Посёлок Гигант Сальского района в период с 1933 года по март 2005 года являлся посёлком городского типа и одновременно был центром Гигантовского поселкового совета. С марта 2005 года посёлок Гигант преобразован из городского поселения в сельское и соответственно стал центром Гигантовского сельского поселения.
С марта 2005 года в состав Сальского района вошёл город Сальск, который до этого времени являлся самостоятельной административной единицей — городом областного значения. Согласно Уставу муниципального образования, в Сальском районе расположено 1 городское и 10 сельских поселений, включающих 54 населённых пункта:
| №  | Городское и сельские поселения        | Админ. центр                      | Количество населённых пунктов | Население | Площадь, км² |
| -- | ------------------------------------- | --------------------------------- | ----------------------------- | --------- | ------------ |
| 1  | Сальское городское поселение          | город Сальск                      | 1                             | ↗57 937   | 43,89        |
| 2  | Будённовское сельское поселение       | посёлок Конезавод имени Будённого | 6                             | ↘3535     |              |
| 3  | Гигантовское сельское поселение       | посёлок Гигант                    | 16                            | ↘15 145   |              |
| 4  | Екатериновское сельское поселение     | село Екатериновка                 | 4                             | ↘4126     |              |
| 5  | Ивановское сельское поселение         | село Ивановка                     | 3                             | ↘1524     |              |
| 6  | Кручёно-Балковское сельское поселение | село Кручёная Балка               | 6                             | ↘3541     |              |
| 7  | Манычское сельское поселение          | посёлок Степной Курган            | 5                             | ↘1651     |              |
| 8  | Новоегорлыкское сельское поселение    | село Новый Егорлык                | 2                             | ↘3797     |              |
| 9  | Рыбасовское сельское поселение        | посёлок Рыбасово                  | 4                             | ↗1520     |              |
| 10 | Сандатовское сельское поселение       | село Сандата                      | 3                             | ↘4766     |              |
| 11 | Юловское сельское поселение           | посёлок Юловский                  | 4                             | ↘3418     |              |

| №  | Населённый пункт          | Тип                     | Население | Муниципальное образование             |
| -- | ------------------------- | ----------------------- | --------- | ------------------------------------- |
| 1  | 25 лет Военконезавода     | посёлок                 | 109       | Будённовское сельское поселение       |
| 2  | Агаренский                | посёлок                 | 388       | Гигантовское сельское поселение       |
| 3  | Александровский           | хутор                   | 12        | Ивановское сельское поселение         |
| 4  | Бараники                  | село                    | ↘873      | Екатериновское сельское поселение     |
| 5  | Белозёрный                | посёлок                 | ↗1700     | Юловское сельское поселение           |
| 6  | Березовка                 | село                    | ↗1341     | Сандатовское сельское поселение       |
| 7  | Бровки                    | хутор                   | 61        | Кручёно-Балковское сельское поселение |
| 8  | Верхнеянинский            | посёлок                 | 72        | Будённовское сельское поселение       |
| 9  | Гигант                    | посёлок                 | ↗10 572   | Гигантовское сельское поселение       |
| 10 | Глубокая Балка            | посёлок                 | 341       | Гигантовское сельское поселение       |
| 11 | Екатериновка              | село                    | ↘1973     | Екатериновское сельское поселение     |
| 12 | Загорье                   | посёлок                 | 264       | Гигантовское сельское поселение       |
| 13 | Ивановка                  | село                    | ↘1720     | Ивановское сельское поселение         |
| 14 | Кермек                    | посёлок                 | 207       | Юловское сельское поселение           |
| 15 | Клёны                     | посёлок                 | 369       | Гигантовское сельское поселение       |
| 16 | Конезавод имени Будённого | посёлок                 | 2328      | Будённовское сельское поселение       |
| 17 | Крупский                  | хутор                   | 140       | Сандатовское сельское поселение       |
| 18 | Кручёная                  | железнодорожная станция | 7         | Кручёно-Балковское сельское поселение |
| 19 | Кручёная Балка            | село                    | ↘1838     | Кручёно-Балковское сельское поселение |
| 20 | Кузнецовский              | посёлок                 | 186       | Гигантовское сельское поселение       |
| 21 | Логвиновский              | посёлок                 | 287       | Гигантовское сельское поселение       |
| 22 | Лужки                     | посёлок                 | 159       | Манычское сельское поселение          |
| 23 | Манычстрой                | посёлок                 | 570       | Будённовское сельское поселение       |
| 24 | Маяк                      | хутор                   | 532       | Рыбасовское сельское поселение        |
| 25 | Нижнеянинский             | посёлок                 | 284       | Гигантовское сельское поселение       |
| 26 | Новосёлый 1-й             | хутор                   | 1032      | Кручёно-Балковское сельское поселение |
| 27 | Новостепной               | посёлок                 | 171       | Манычское сельское поселение          |
| 28 | Новоярки                  | посёлок                 | 159       | Манычское сельское поселение          |
| 29 | Новый Егорлык             | село                    | ↘3261     | Новоегорлыкское сельское поселение    |
| 30 | Новый Маныч               | село                    | ↘290      | Екатериновское сельское поселение     |
| 31 | Поливной                  | посёлок                 | 407       | Будённовское сельское поселение       |
| 32 | Правоюловский             | посёлок                 | 246       | Гигантовское сельское поселение       |
| 33 | Приречный                 | посёлок                 | 946       | Гигантовское сельское поселение       |
| 34 | Прогресс                  | посёлок                 | 334       | Рыбасовское сельское поселение        |
| 35 | Разъезд Забытый           | посёлок                 | 28        | Кручёно-Балковское сельское поселение |
| 36 | Романовка                 | село                    | 1039      | Новоегорлыкское сельское поселение    |
| 37 | Роща                      | посёлок                 | 331       | Гигантовское сельское поселение       |
| 38 | Рыбасово                  | посёлок                 | 531       | Рыбасовское сельское поселение        |
| 39 | Садовый                   | посёлок                 | 230       | Рыбасовское сельское поселение        |
| 40 | Сальск                    | город                   | ↗57 937   | Сальское городское поселение          |
| 41 | Сальский Беслан           | посёлок                 | 268       | Будённовское сельское поселение       |
| 42 | Сандата                   | село                    | ↘3658     | Сандатовское сельское поселение       |
| 43 | Сеятель Северный          | посёлок                 | 1218      | Гигантовское сельское поселение       |
| 44 | Сеятель Южный             | посёлок                 | 60        | Гигантовское сельское поселение       |
| 45 | Сладкий                   | хутор                   | 41        | Ивановское сельское поселение         |
| 46 | Степной Курган            | посёлок                 | 1045      | Манычское сельское поселение          |
| 47 | Супрун                    | посёлок                 | 601       | Юловское сельское поселение           |
| 48 | Сысоево-Александровское   | село                    | ↘643      | Кручёно-Балковское сельское поселение |
| 49 | Тальники                  | посёлок                 | 304       | Манычское сельское поселение          |
| 50 | Хлебный                   | посёлок                 | 179       | Гигантовское сельское поселение       |
| 51 | Шаблиевка                 | село                    | 1375      | Екатериновское сельское поселение     |
| 52 | Широкие Нивы              | посёлок                 | 363       | Гигантовское сельское поселение       |
| 53 | Юловский                  | посёлок                 | 1751      | Юловское сельское поселение           |
| 54 | Ясенево                   | посёлок                 | 298       | Гигантовское сельское поселение       |

## Экономика
Район специализируется на производстве зерна, плодоовощной и животноводческой продукции. В районе имеются крупные и средние промышленные предприятия, а также малые предприятия различных форм собственности. Однако, большинство крупных предприятий промышленности, в том числе по переработке и производству сельхозпродукции были ликвидированы. На территории Сальского района расположены крупная узловая железнодорожная станция Сальск с многочисленными предприятиями ж.д. инфраструктуры, станция Трубецкая (в посёлке Гигант), станция Шаблиевская (село Шаблиевка), разъезд Забытый.
Самым крупным промышленным центром района является посёлок Гигант, в котором расположены предприятия сельскохозяйственного машиностроения (завод Сальсксельмаш), перерабатывающей промышленности (элеватор, маслоперерабатывающий завод и т.д.).
Ликвидированные крупные сельскохозяйственные предприятия района:
- Птицефабрика «Маяк» (бывший птицесовхоз №24) (пос. Приречный) — фабрика являлась одной из крупнейших в Ростовской области;
- Птицефабрика «Степная» (с. Кручёная Балка);
- Птицефабрика «Заречная» (г. Сальск, мкр. Заречный);
- Ордена Ленина колхоз «Путь Ильича» (с. Шаблиевка), в середине 1990-х г.г. колхоз преобразован в СПК «Шаблиевский», позже был ликвидирован, а территория бывшего колхоза вошла в состав ООО «Агро-Мичуринское»;
- Инкубаторно-птицеводческая станция «Сальская» (с. Кручёная Балка);
- Плодопитомнический совхоз (пос. Плодопитомник);
- Совхоз «Пригородный» (г. Сальск, мкр. Кучур-Да);
- Рыболовецкий колхоз «Береговой» (г. Сальск, мкр. Кучур-Да);
- Сальский областной ипподром с госконюшней (г. Сальск, мкр. Новосальск).

Инвестиционные проекты в экономике района:
- Строительство тепличного комплекса АПК «Сальский»;
- Строительство сахарного завода.

Нереализованные (отвергнутые) инвестиционные проекты:
- строительство солнечной электростанции;
- мусороперерабатывающий завод в пос. Гигант;
- размещение молочно-животноводческого комплекса на 3100 фуражных коров в Рыбасовском сельском поселении ООО «Коломийцевское»;
- строительство фармацевтического завода в пос. Гигант.

## Известные люди Сальского района

### Герои Советского Союза
- Захаров Василий Яковлевич (1916—1996), уроженец станции Кручёная Сальского района. В период Великой Отечественной войны отличился при форсировании Днепра 25 сентября 1943 года.
- Мандрыкин Ефим Иванович (1915—1998), уроженец села Кручёная Балка Сальского района — командир 613-го стрелкового полка 91-й стрелковой дивизии 51-й армии 4-го Украинского фронта, подполковник.
- Митяшкин Аким Гаврилович (24 июня 1897 года — 5 апреля 1944 года), уроженец села Бараники Сальского района —  стрелок-автоматчик 1-го стрелкового батальона 1281-го полка 60-й Севской стрелковой дивизии 5-й ударной армии, красноармеец.
- Пивоваров Михаил Евдокимович (1919—1949), уроженец села Новый Егорлык Сальского района — командир авиаэскадрильи 402-го истребительного авиационного полка (265-я истребительная авиационная дивизия, 16-я воздушная армия, 1-й Белорусский фронт), старший лейтенант.
- Рыба́льченко Семён Васи́льевич (1908—1944), уроженец села Новый Егорлык Сальского района — парторг роты 248-го стрелкового полка (31-я стрелковая дивизия, 52-я армия, 2-й Украинский фронт), ефрейтор.
- Самохвалов Фёдор Николаевич (1916—1941), уроженец Курской области, а с 1926 года до начала войны проживал в городе Сальске — комиссар танковой роты 1-й танковой бригады 21-й армии Юго-Западного фронта, заместитель политрука.
- Терентьев Борис Иванович (1923—1981), уроженец станицы Пролетарской Ростовской области, с 1936 года проживал в городе Сальске — пулемётчик 619-го стрелкового полка 203-й стрелковой дивизии 3-й гвардейской армии Юго-Западного фронта, красноармеец.
- Филоненко Николай Иванович (1923—1999), уроженец посёлка Торговый (ныне город Сальск) — командир орудия 619-го артиллерийского полка (179-я стрелковая дивизия, 43-я армия, 1-й Прибалтийский фронт), сержант.

### Полные кавалеры ордена Славы
- Дедик Василий Степанович (15 мая 1924 года — пропал без вести в январе 1945 года) — гвардии младший сержант, помощник командира взвода 3-й стрелковой роты 72-го гвардейского стрелкового полка 24-й гвардейской стрелковой дивизии 13-го гвардейского стрелкового корпуса 2-й гвардейской армии 1-го Прибалтийского фронта, полный кавалер Ордена Славы (1945). До войны работал в конезаводе имени С.М. Будённого Сальского района Ростовской области, проживал в селе Шаблиевка.

### Герои Российской Федерации
- Горин Виталий Николаевич (9 июня 1971, Кручёная Балка, СССР — 8 января 1995, Грозный, Чечня) — старший лейтенант Вооружённых Сил Российской Федерации, участник первой чеченской войны, Герой Российской Федерации (1997). Похоронен в посёлке Гигант Сальского района, в этом посёлке в его честь названа улица и установлена мемориальная доска на здании школы № 76 посёлка Гигант Сальского района.
- Гойняк Алексей Николаевич (28 апреля 1984, Сальск, СССР — 19 сентября 2017) — офицер подразделения Сил специальных операций Главного управления Генерального штаба Вооружённых Сил Российской Федерации. Герой Российской Федерации, майор. Похоронен в городе Солнечногорске Московской области на Новом городском кладбище. В городе Сальске  на здании средней общеобразовательной школы № 4 установлена мемориальная доска в честь героя, который учился в ней в период с 1991 по 2001 г.г.

Аллея героев на площади Свободы
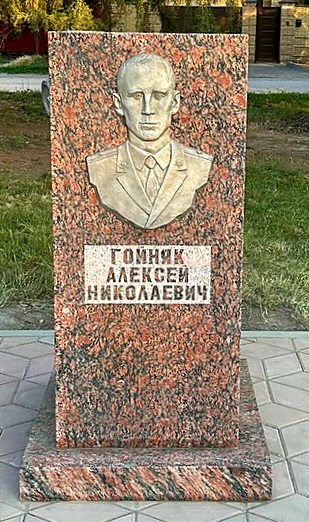
Памятная стела с барельефом А.Н.Гойняка
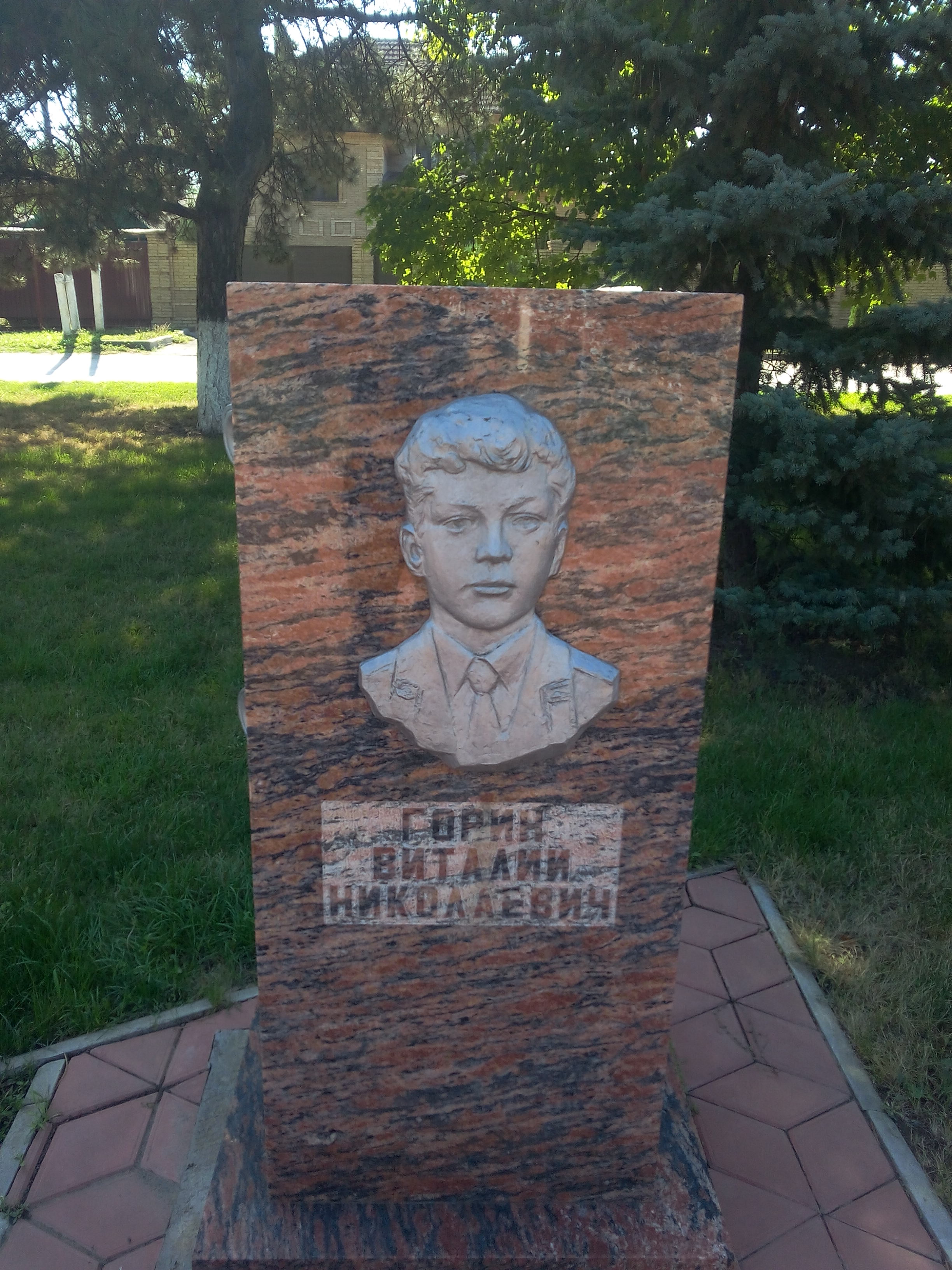
Памятная стела с барельефом Горина В.Н.
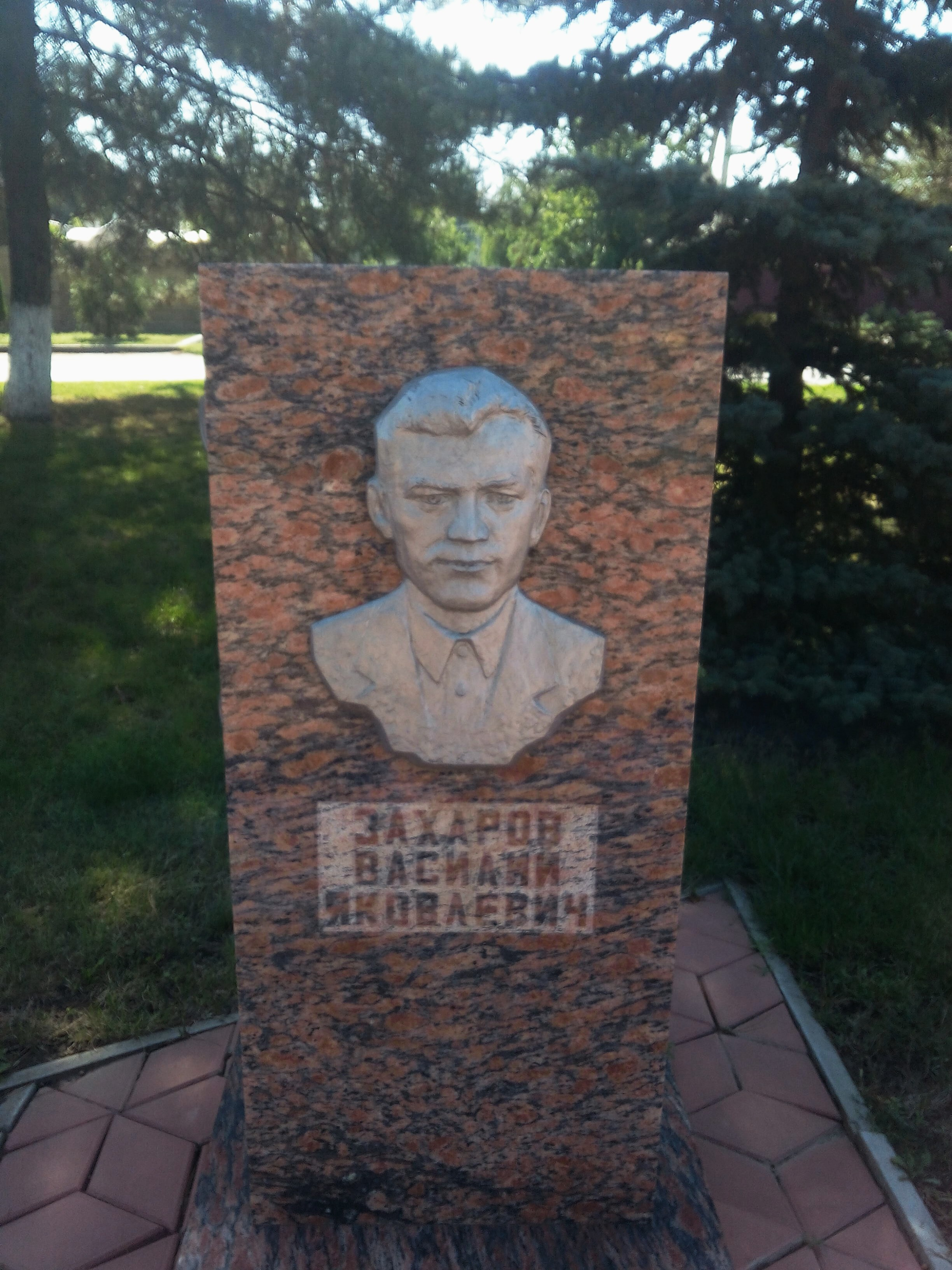
Памятная стела с барельефом Захарова В.Я.
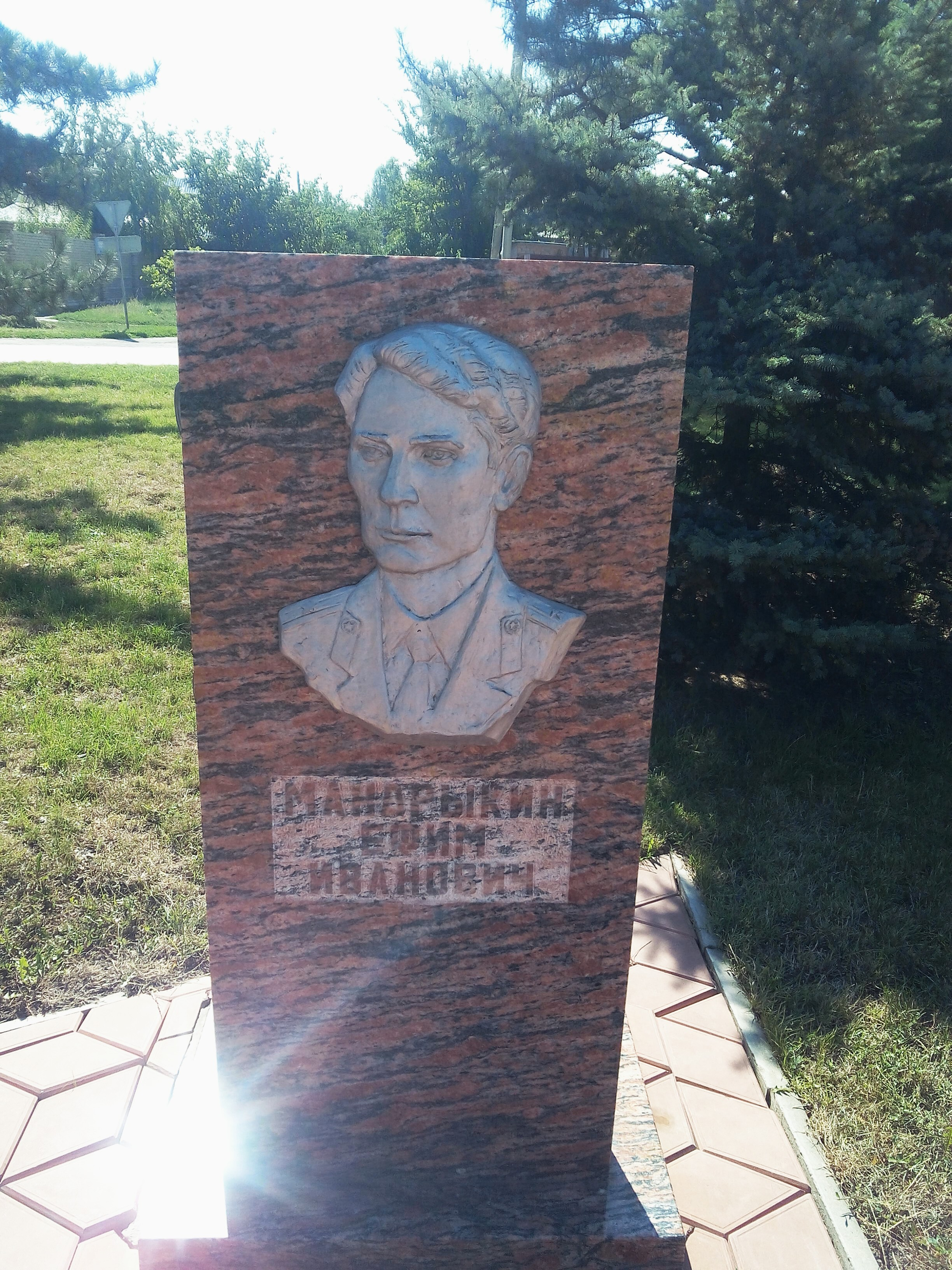
Памятная стела с барельефом Мандрыкина Е.И.
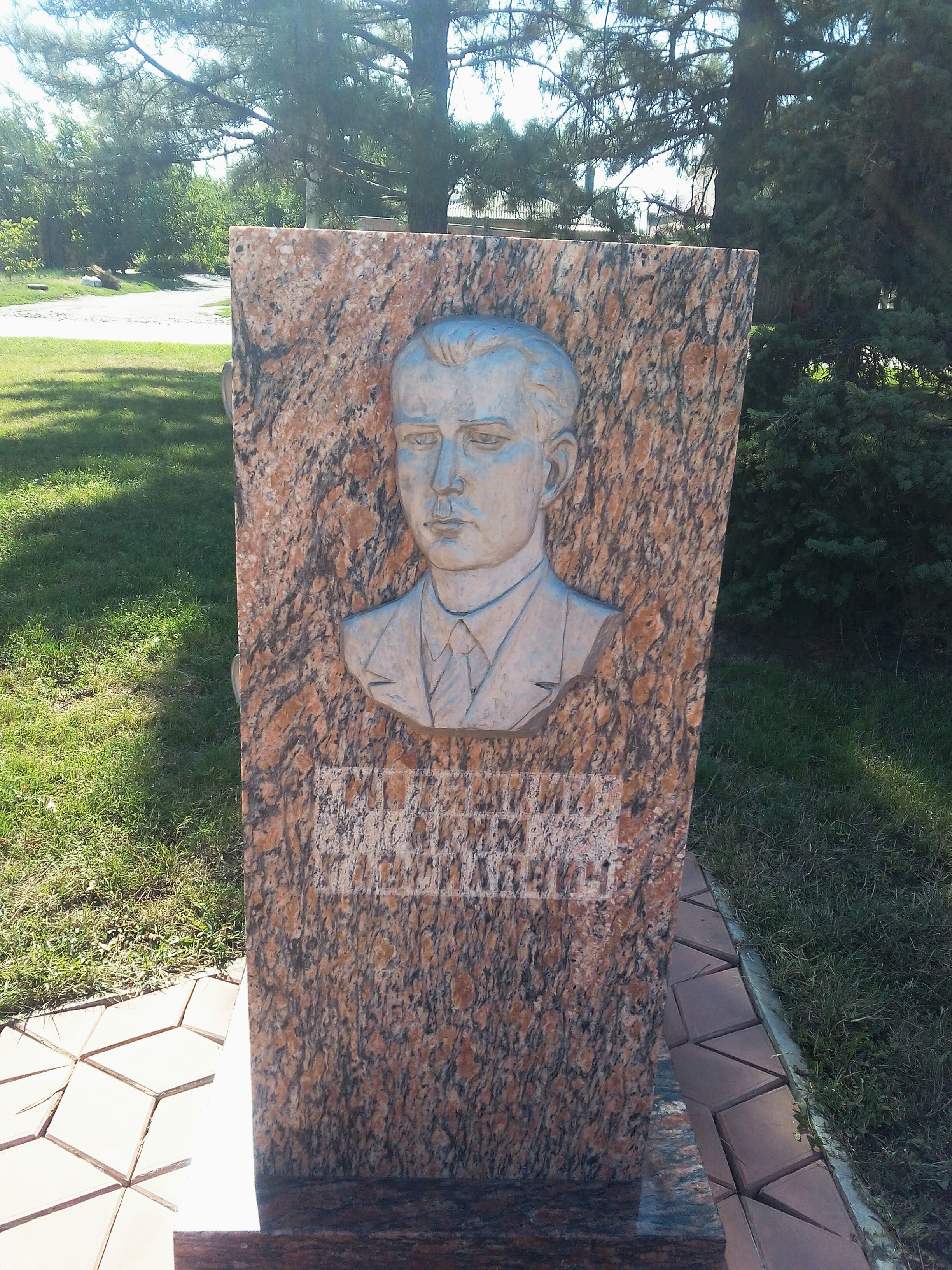
Памятная стела с барельефом Митяшкина А.Г.
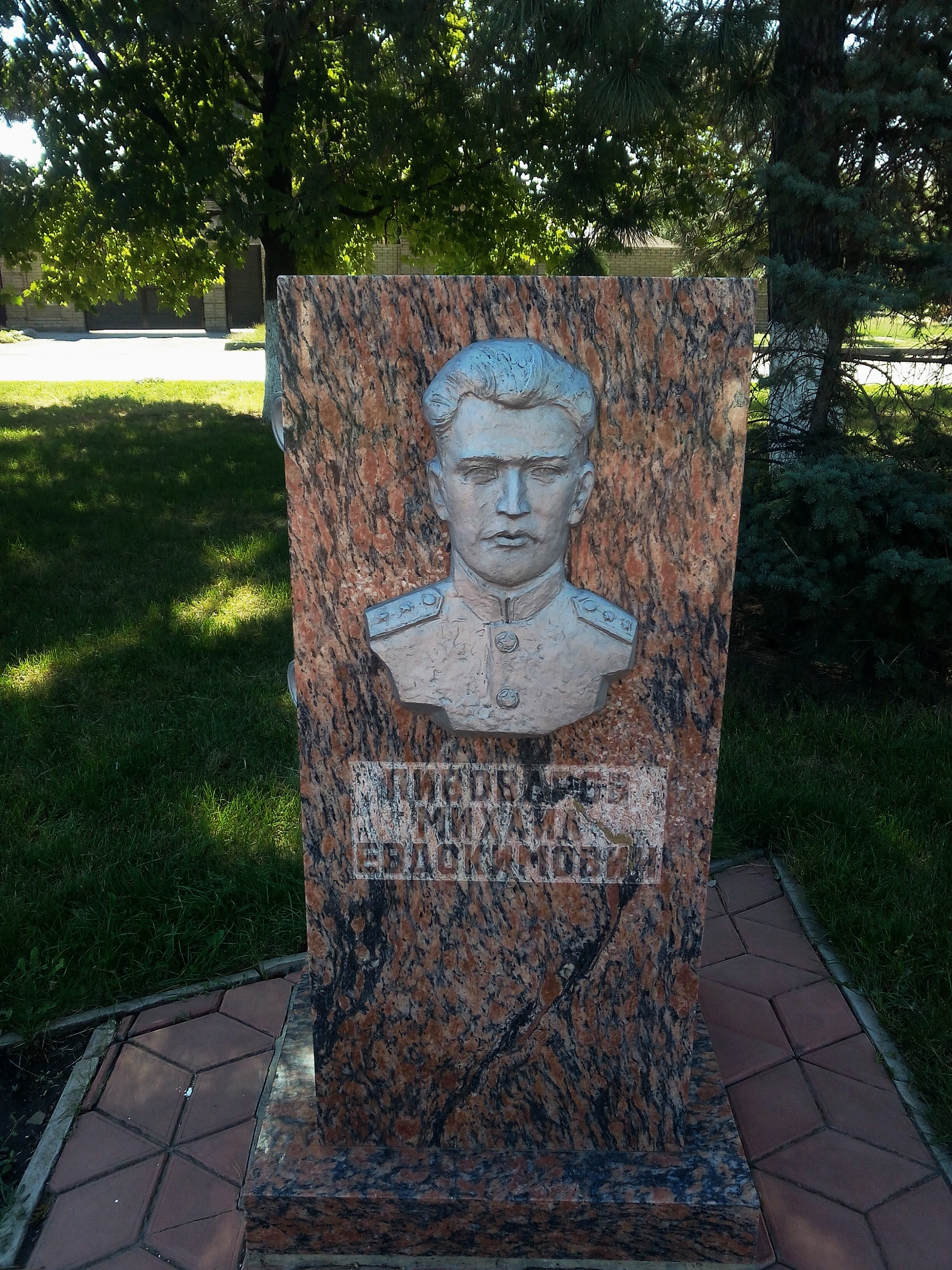
Памятная стела с барельефом Пивоварова М.Е
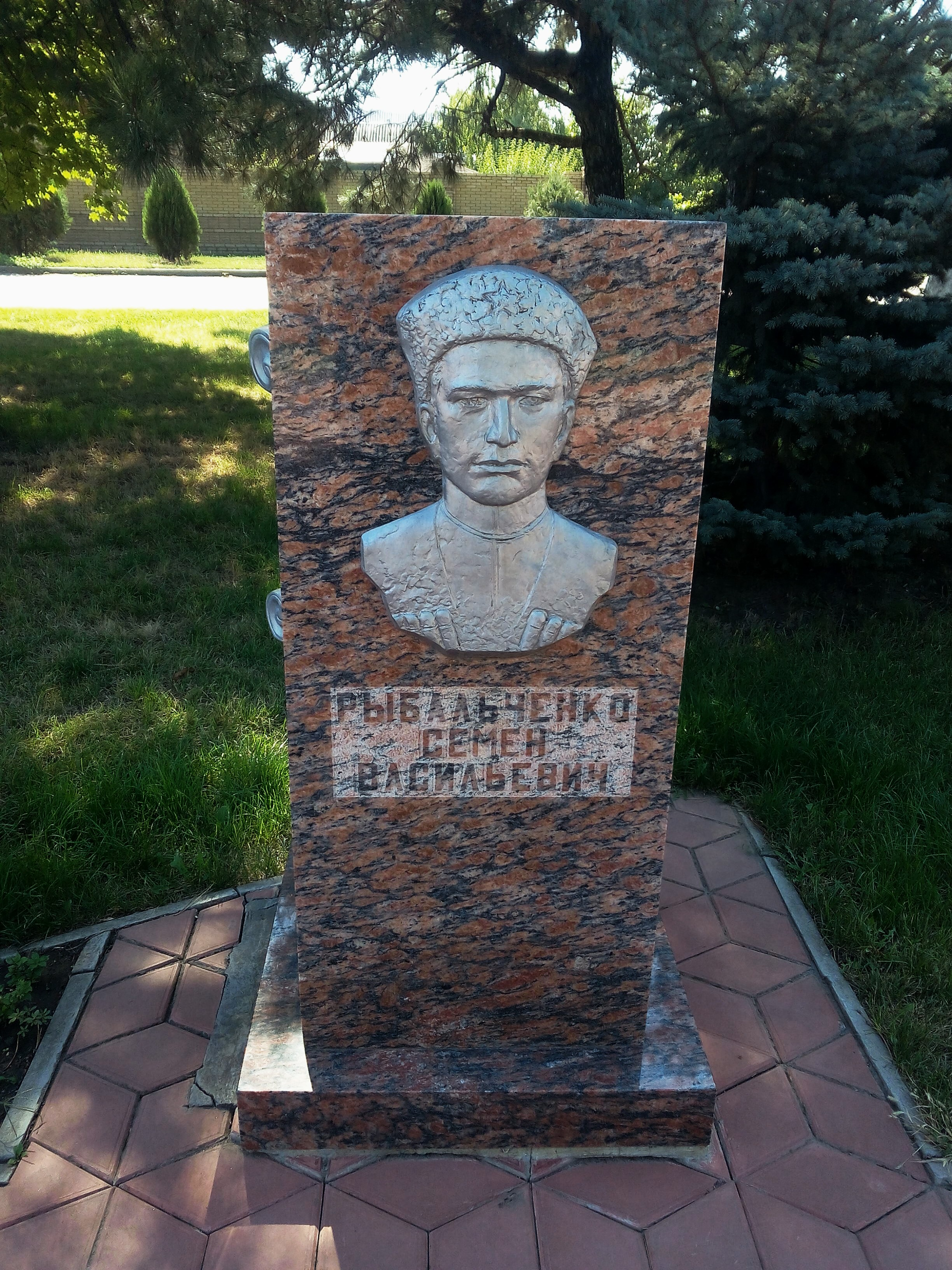
Памятная стела с барельефом Рыбальченко С.В.
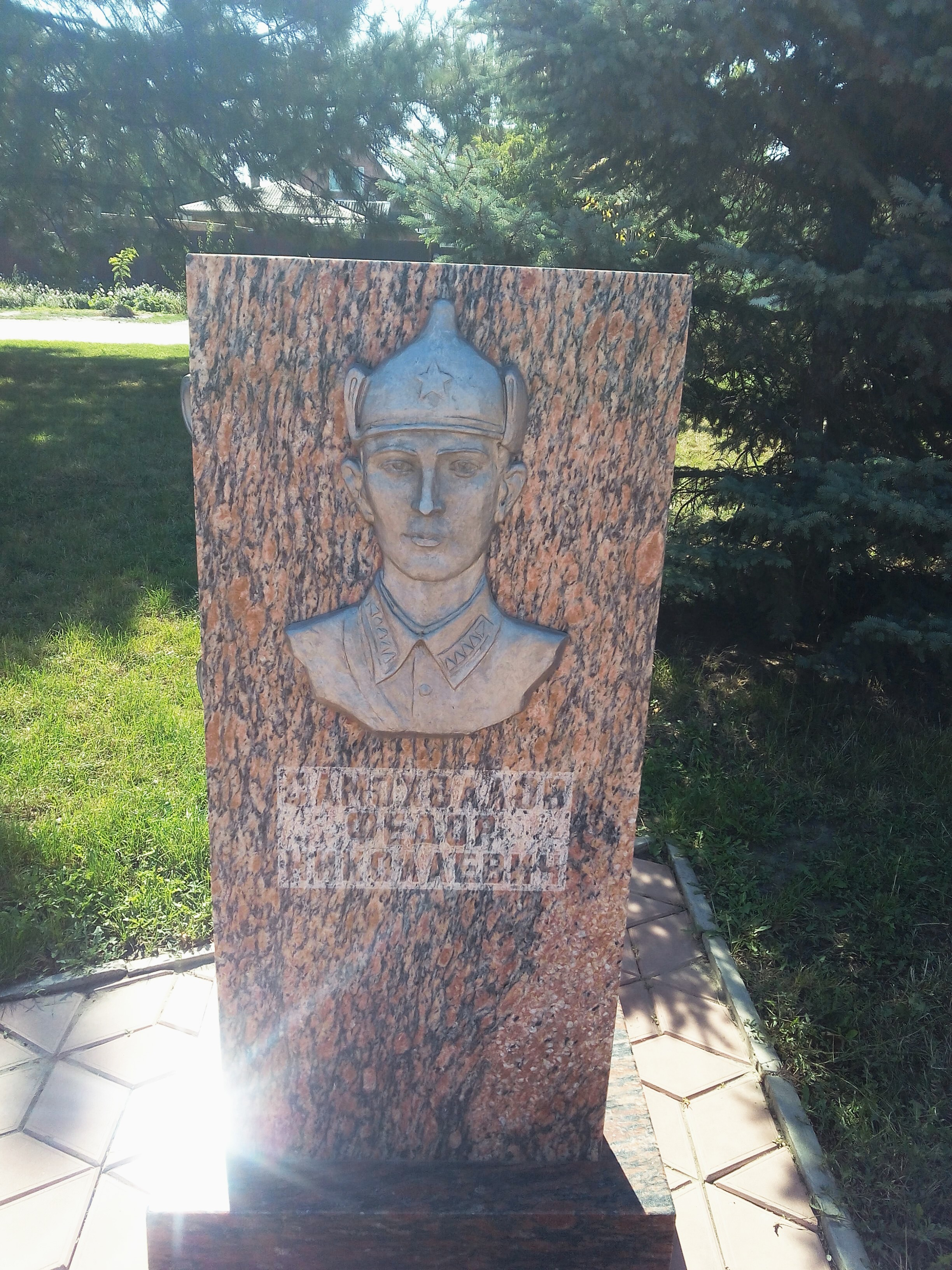
Памятная стела с барельефом Самохвалова Ф.Н.
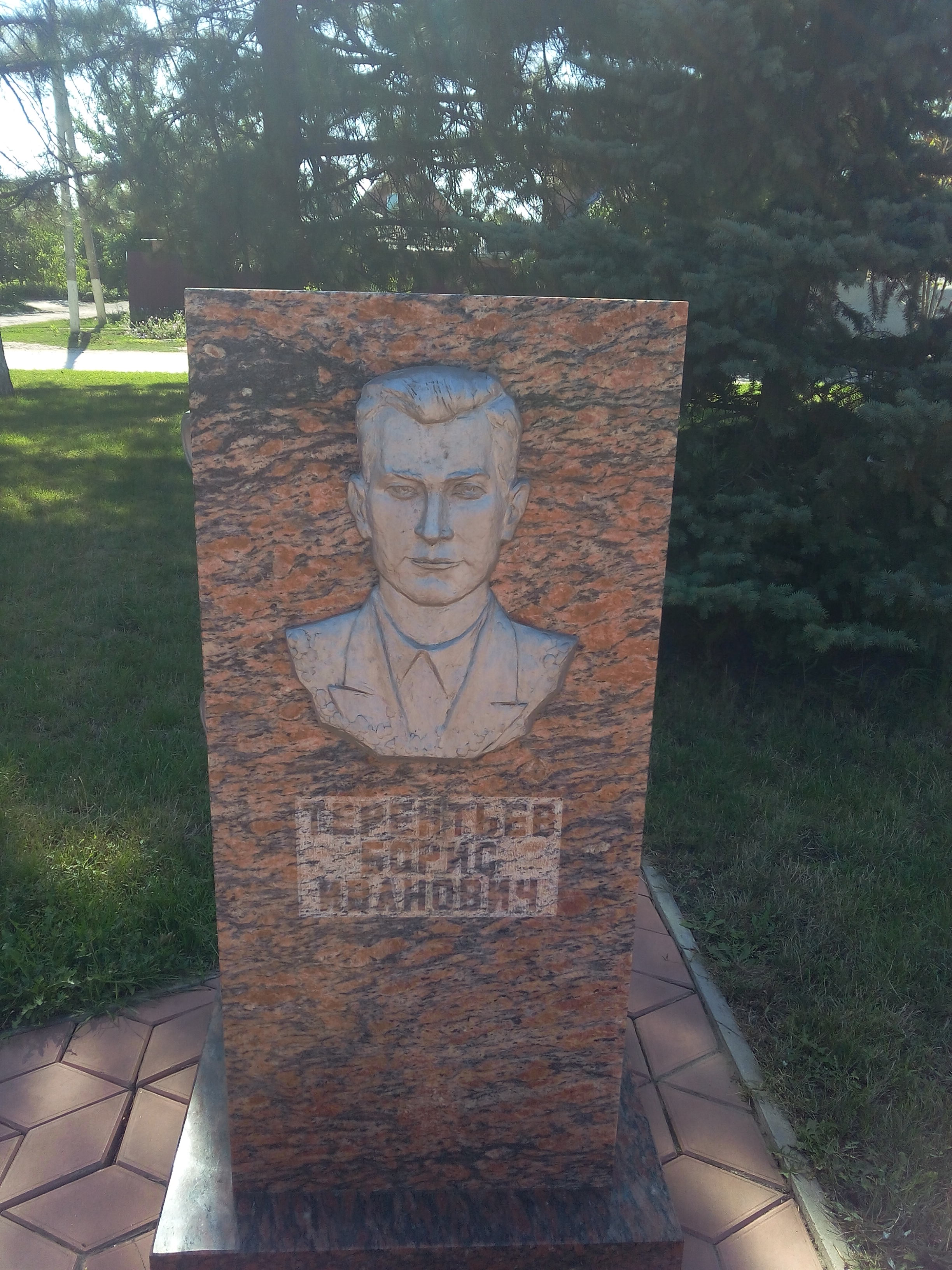
Памятная стела с барельефом Терентьева Б.И.
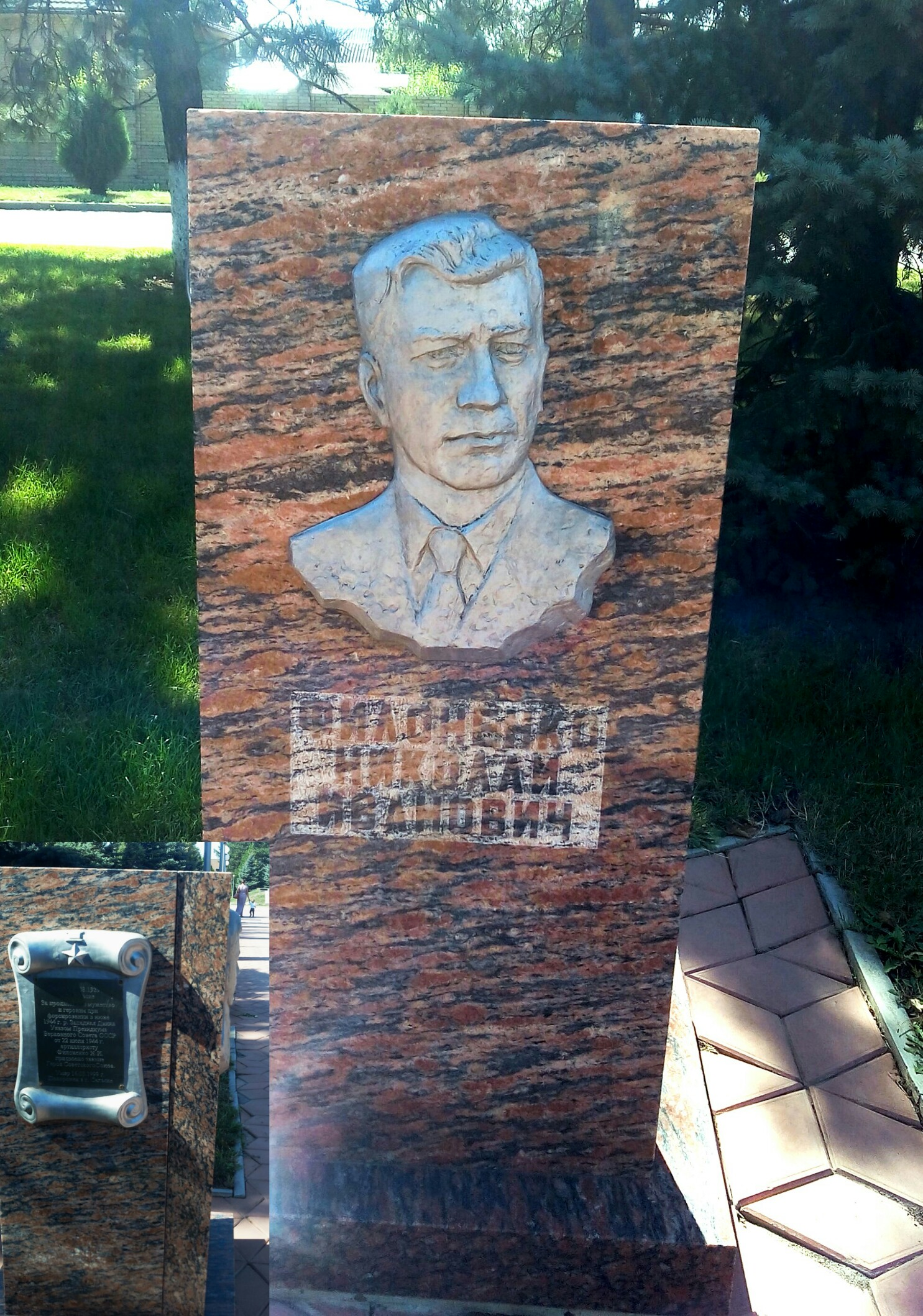
Памятная стела с барельефом Н.И. Филоненко
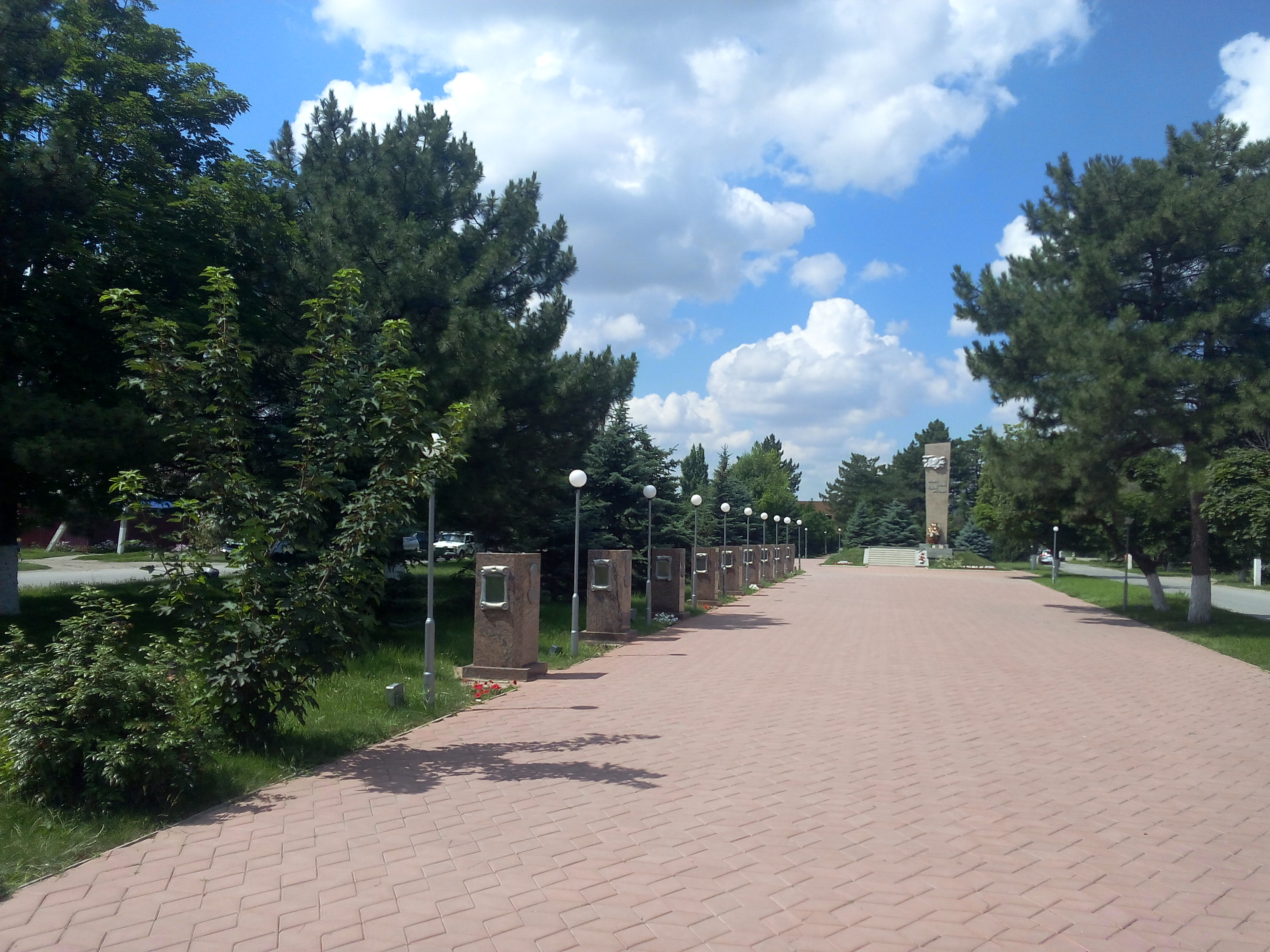
Общий вид Аллеи Героев на площади Свободы

### Герои Социалистического Труда
- Агибалов Василий Осипович, управляющий отделением № 5 орденов Ленина и Трудового Красного Знамени зерносовхоза «Гигант», затем — председатель колхоза «Советская Россия» Сальского района.
- Ангельев Дмитрий Дмитриевич, директор орденов Ленина и Трудового Красного Знамени зерносовхоза «Гигант», кандидат сельскохозяйственных наук, депутат Верховного Совета РСФСР шести созывов, член городского и областного комитетов КПСС, делегат XXIII и XXVI съездов КПСС.
- Беседин Василий Степанович, бригадир колхоза им. Орджоникидзе, Герой Социалистического Труда (1957), делегат XIII съезда профсоюзов СССР, депутат сельсовета, Сальского районного и Ростовского областного Советов народных депутатов, Лучший организатор сельскохозяйственного производства Дона (1977).
- Божулич Дарья Владимировна, садовод, звеньевая колхоза им. Сталина (XXII партсъезда).
- Бойко Федор Антонович, директор орденов Ленина и Трудового Красного Знамени зерносовхоза «Гигант», кандидат сельскохозяйственных наук, заведовал кафедрой «Организация социалистических сельскохозяйственных предприятий» Рязанского сельскохозяйственного института.
- Васильченко Филипп Трофимович, бригадир тракторной бригады Сальской МТС колхоза им. Сталина (XXII партсъезда).
- Воронин Василий Петрович, первый секретарь Сальского райкома КПСС и первый секретарь Сальского горкома КПСС (1970—1979), Герой Социалистического Труда (1976), был депутатом Сальских районного и городского Советов, Ростовского областного Совета народных депутатов, председатель Облсофпрофа, Почетный академик Российской экономической академии, Почетный гражданин города Сальска и Сальского района (1995).
- Дедик Антон Самойлович, старший чабан орденов Ленина и Красного Знамени конного завода имени С.М. Будённого, лауреат Государственной премии (1951).
- Демаш Афанасий Васильевич, главный агроном Сальского районного производственного управления сельского хозяйства Ростовской области, Герой Социалистического Труда (1967), являлся депутатом Сальского районного Совета. Почетный гражданин города Сальска и Сальского района (1995).
- Елисеева Анна Федоровна, звеньевая колхоза им. Сталина (XXII партсъезда), была депутатом Сальского районного Совета депутатов трудящихся.
- Есипенко Илларион Тимофеевич, директор орденов Ленина и Красного Знамени конного завода имени С.М. Будённого (с 1939 по 1952 годы), почетный гражданин городов Железноводск (2006) и Кизляр Республики Дагестан. В его честь названа одна из улиц города Железноводска Ставропольского края.
- Жданов Андрей Иванович, старший чабан орденов Ленина и Красного Знамени конного завода имени С.М. Будённого.
- Зимовец Серафим Никитич, председатель колхоза им. Сталина, председатель колхоза им. Чапаева Сальского района, был депутатом Верховного Совета СССР и депутатом Сальского городского Совета.
- Калачёв Павел Иванович, механизатор орденов Ленина и Трудового Красного Знамени зерносовхоза «Гигант», рационализатор, награждён памятным дипломом водителя комбайна под № 1 и памятной медалью.
- Карпов Петр Федорович, старший зоотехник орденов Ленина и Красного Знамени конного завода имени С.М. Будённого, лауреат Государственной премии (1951), Заслуженный зоотехник РСФСР.
- Кобзарь Степан Андреевич, старший чабан орденов Ленина и Красного Знамени конного завода имени С.М. Будённого.
- Корсун Стефан Макарович, старший чабан орденов Ленина и Красного Знамени конного завода имени С.М. Будённого.
- Крахотин Филипп Родионович, старший механик орденов Ленина и Красного Знамени конного завода имени С.М. Будённого, депутат Сальского районного и Буденовского поселкового Советов.
- Кривко Михаил Максимович, управляющий отделением № 6 орденов Ленина и Красного Знамени конного завода имени С.М. Будённого.
- Ломинога Владимир Михайлович, звеньевой кормодобывающего звена рисосовхоза «Северный», Лауреат Государственной премии (1984), почетный гражданин города Сальска и Сальского района (2005), Почетный работник агропромышленного комплекса Ростовской области (2006).
- Мамонов Михаил Иванович, председатель колхоза им. XXII партъезда, депутат областного Совета депутатов трудящихся, Заслуженный агроном РСФСР (1976), почетный гражданин города Сальска и Сальского района (1995).
- Мацегора Исидор Никифорович, старший чабан орденов Ленина и Красного Знамени конного завода имени С.М. Будённого.
- Середа Иван Иванович, управляющий отделением № 7 орденов Ленина и Трудового Красного Знамени зерносовхоза «Гигант».
- Соломин Михаил Осипович, управляющий отделением зерносовхоза «Гигант»).
- Сурженко Василий Тимофеевич, тракторист орденов Ленина и Красного Знамени конного завода имени С.М. Будённого.
- Токарев Яков Кузьмич, управляющий орденов Ленина и Красного Знамени конного завода имени С.М. Будённого, участник Парада Победы на Красной Площади в Москве в 1945 году.
- Труфанова Прасковья Тихоновна, трактористка колхоза «Ленинец», делегат XXIV съезда КПСС, депутат областного Совета, член обкома КПСС, Почетный гражданин города Сальска и Сальского района (1995).
- Хижнеченко Илья Михайлович, старший агроном орденов Ленина и Красного Знамени конного завода имени С.М. Будённого.
- Шибко Ефим Федорович, механик отделения орденов Ленина и Трудового Красного Знамени зерносовхоза «Гигант».
- Шульга Тихон Григорьевич, бригадир колхоза и м. Сталина (в дальнейшем имени XXII партсъезда).

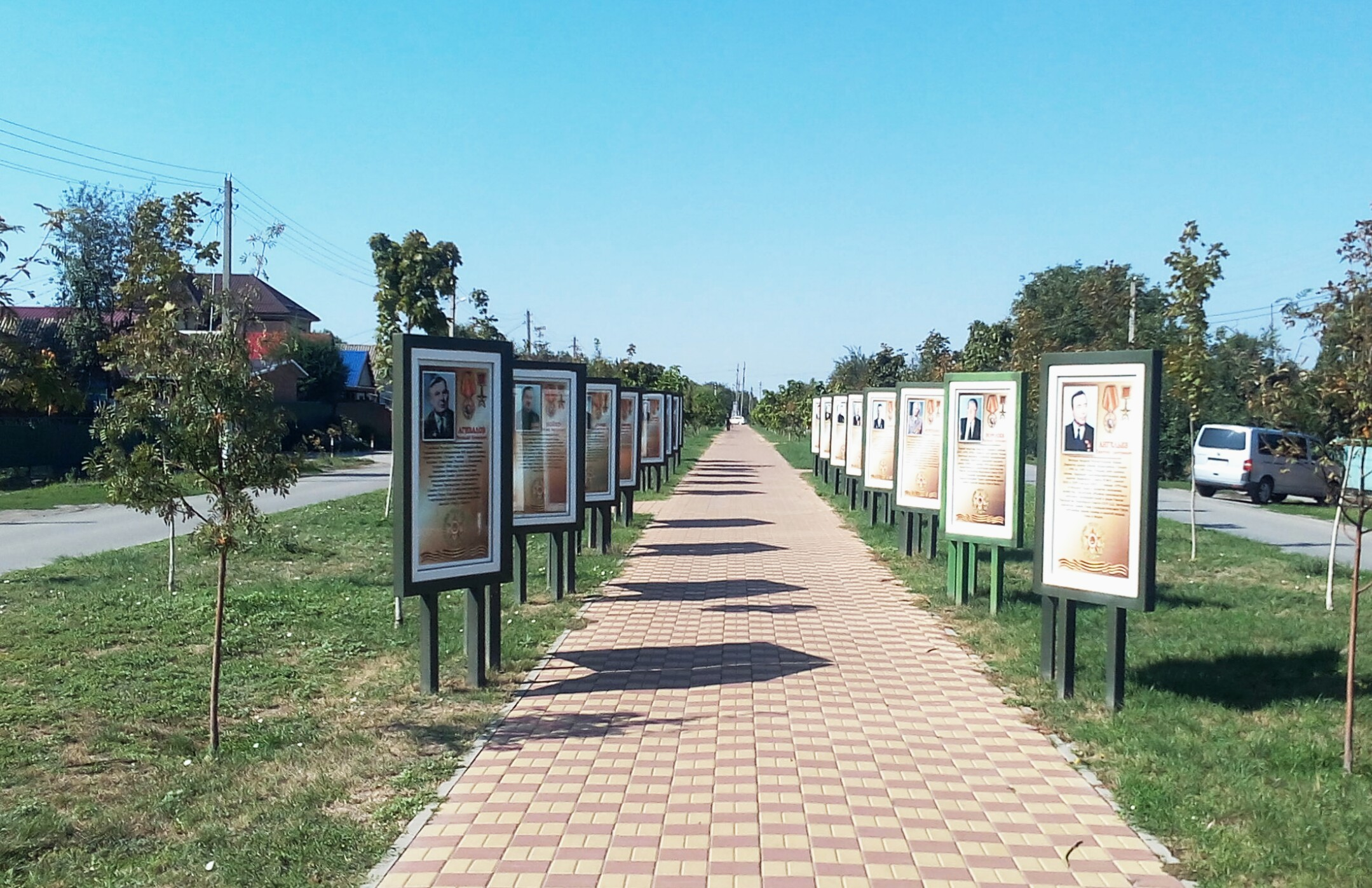
Аллея Трудовой Славы г. Сальска

### Полные кавалеры ордена Трудовой Славы
- Моисеенко Антонина Яковлевна — уроженка села Бараники Сальского района. Более 30 лет работала дояркой в колхозе «Новый мир» Яшалтинского района (Республика Калмыкия).
- Терёхина Раиса Ивановна — трактористка орденов Ленина и Трудового Красного Знамени зерносовхоза «Гигант» Сальского района.

## Памятные даты района
- 5 ноября 1923 года — день образования района в соответствии с постановлением Президиума ВЦИК СССР.
- 22 января 1943 года — день освобождения Сальского района от немецко-фашистских захватчиков в ходе Великой Отечественной войны 1941-1945 г.г.

## Достопримечательности
- Художественный музей имени В.К. Нечитайло, памятники и мемориалы, храмы города Сальска (см. в статье Сальск).
- Храм Николая Чудотворца в с. Новый Егорлык[50].
- Храм Георгия Победоносца в с. Сандата[51]. Построен в 1904 году.
- Памятники воинам, погибшим в годы Великой Отечественной войны в поселках Гигант, Конезавод имени С. М. Будённого,Приречный, Сеятель Северный, Степной Курган, Юловский, Манычстрой, в селах Екатериновка, Бараники, Шаблиевка, Ивановка, Новый Егорлык, Романовка, Сандата, Березовка, Новый Маныч, Кручёная Балка, Ивановка.
- Памятник природы Балка Хлебная.